# Julian Baggini

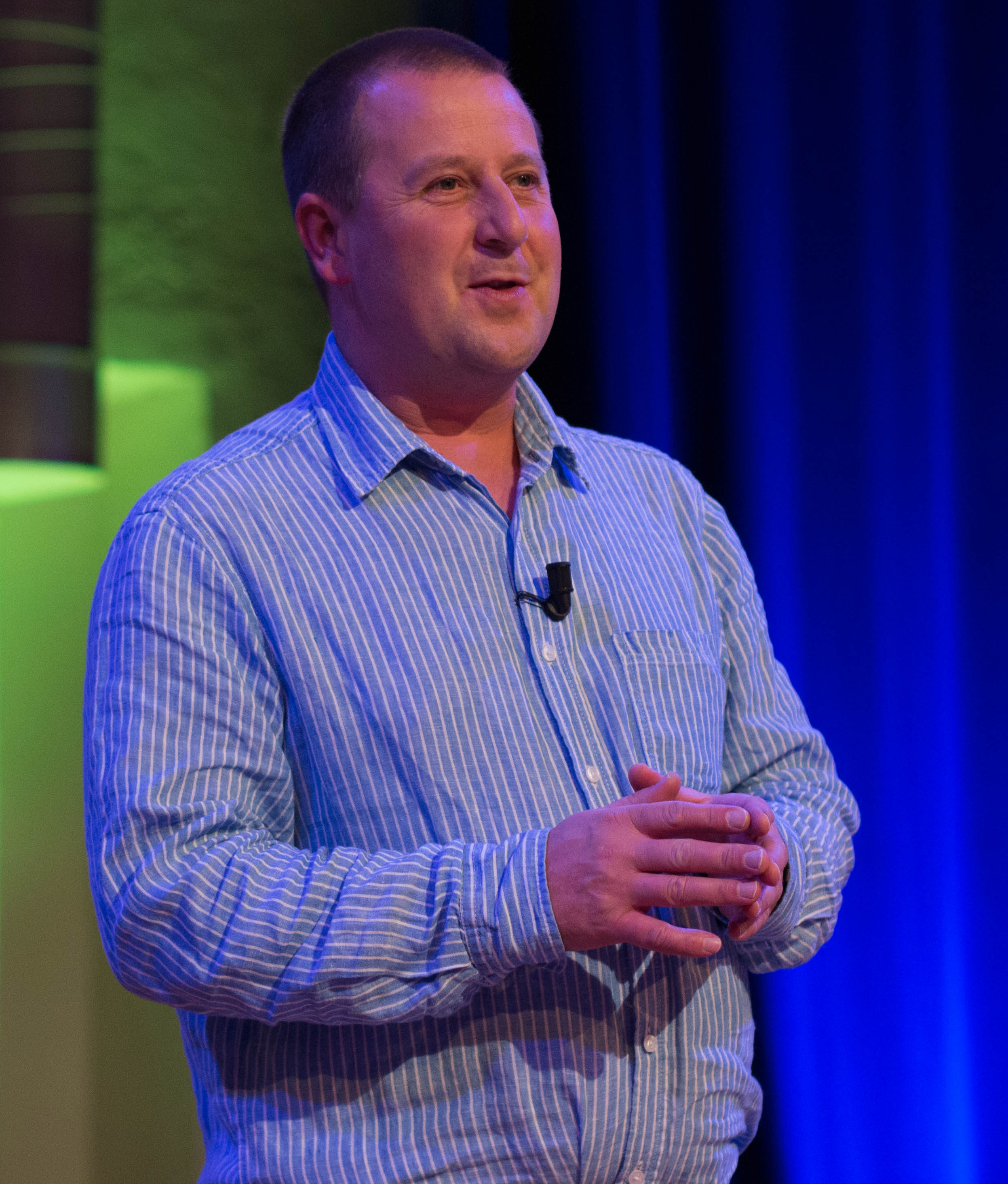
Julian Baggini (2014)

Julian Baggini (geboren am 9. September 1968 in Dover) ist ein britischer Autor populärwissenschaftlicher Bücher.

## Leben
Julian Baggini studierte Philosophie und wurde 1996 am University College London promoviert. Mit Jeremy Stangroom gründete er die populärwissenschaftliche Zeitschrift The Philosophers' Magazine (tpm). Baggini schreibt für die britische Qualitätspresse und produziert Wissenschaftssendungen für die BBC.

## Schriften (Auswahl)
- How the World Eats: A Global Food Philosophy. Granta, London 2024, ISBN 978-1-78378-856-9.
- How The World Thinks: A Global History Of Philosophy. Granta, London 2018, ISBN 978-1783782284.
  - Wie die Welt denkt: Eine globale Geschichte der Philosophie. C. H. Beck, München 2025, ISBN 978-3406830945.
- Freedom Regained : The Possibility of Free Will. Granta, 2015.
  - Ich denke, also will ich. Philosophie des freien Willens. Übersetzung von Elisabeth Liebl. dtv Verlagsgesellschaft, München 2016.
- Barry Loewer (Hrsg.): 30-second philosophies : the 50 most thought-provoking philosophies, each explained in half a minute. Murdoch Books, Sydney, N.S.W. 201.
  - Barry Loewer (Hrsg.): Philosophie in 30 Sekunden. Die wichtigsten Strömungen aus der Geschichte der Weltanschauungen. Übersetzung von Christian Suhm. Autoren: Julian Baggini, Kai Balog, James Garvey, Barry Loewer und Jeremy Stangroom. Librero, Kerkdriel, Niederlande 2016.
- The big questions ethics. Quercus, London 2012.
  - Die großen Fragen. Ethik. Übersetzung von Regina Schneider. Springer, Berlin 2014.
- Really, really big questions about faith.
  - Nachdenken über Mister Gott. Was Menschen glauben. Mit Illustrationen von Nishant Choksi. Übersetzung von Michael Schmidt. Arena, Würzburg 2011.
- mit Jeremy Stangroom: Do You Think What You Think You Think? Granta, 2006.
  - mit Jeremy Stangroom: Der kleine Denkverführer. Philosophische Spiele. Übersetzung von Sonja Hauser. Piper, München 2009; 2. Auflage ebenda 2010.
- The Pig that Wants to be Eaten and 99 other thought experiments. Granta, 2005.
  - Das Schwein, das unbedingt gegessen werden möchte : 100 philosophische Gedankenspiele. Übersetzung von Sonja Hauser. Piper, München 2007.
- What’s It All about? Philosophy and the meaning of life. Granta, 2004.
  - Der Sinn des Lebens. Philosophie im Alltag. Übersetzung von Sonja Hauser. Piper, München 2005.
- Atheism: A Very Short Introduction. Oxford University Press, 2003.
- mit Peter S. Fosl: The Philosopher's Toolkit: A Compendium of Philosophical Concepts and Methods. Blackwell, 2002